# مسجد شوراسي خمبا
مسجد شوراسي خمبا أو مسجد كمان هو مسجد يقع في كمان، في ولاية راجستان في الهند. بُني المسجد في القرن الثالث عشر.

## الملخص
تشتهر منطقة راجستان بتنوعها الثقافي الغني، وتحديدًا على حدودها بالقرب من ماثورا، ويجسد المسجد المزج الثقافي من خلال الوقوف بجوار المعابد الهندوسية والمعالم التاريخية الأخرى. ويؤكد هذا التعايش على تقليد راجاستان المتمثل في التوفيق بين الممارسات الدينية والثقافية المختلفة. وعلى مر السنين، بُذلت جهود للحفاظ على المسجد والتأكد من الحفاظ على أهميته التاريخية والثقافية. يجذب المسجد السياح وعشاق التاريخ، ويسلط الضوء على هندسة الدولة الغورية الإيرانية المسلمة باعتبارها تمثيلًا للتراث الثقافي المتنوع في الهند.

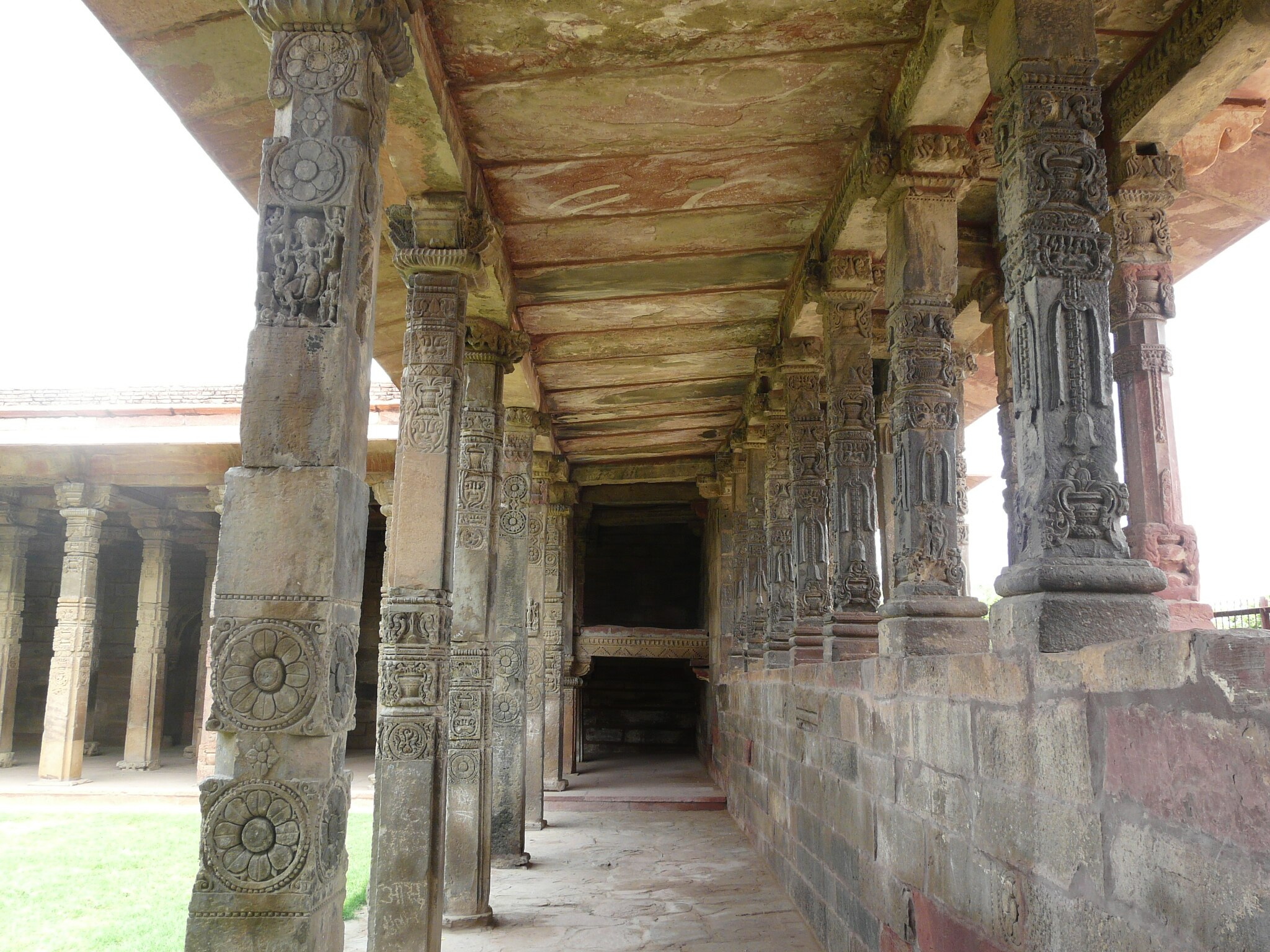
رواق في المسجد

## العمارة
يتكون المسجد من طابقين: الطابق الأرضي والطابق الأول (الطابق العلوي). يتبع المسجد مخططًا عموديًا يحتوي على 84 عمودًا. عند بوابة المدخل الرئيسة، يوجد بهو يلتقي بدرج يؤدي إلى مستوى الطابق العلوي. يؤدي اللوبي مباشرة إلى فناء مفتوح على السماء (صحن) محاط بأروقة. يقع جدار القبلة مع المحراب المقبب مقابل بهو المدخل. يحتوي الطابق العلوي على منبر للمسجد فقط، بالإضافة إلى رواق ملكي مع رحلة وصول خاصة به، منفصلة عن الدرج المؤدي إلى الطابق العلوي. ويحيط برواق المسجد جدران حجرية سميكة من الجهة الغربية والجنوبية، بالإضافة إلى الزاوية الشمالية الغربية من الجدار الشمالي لإحاطة الرواق الملكي وقاعة الصلاة.

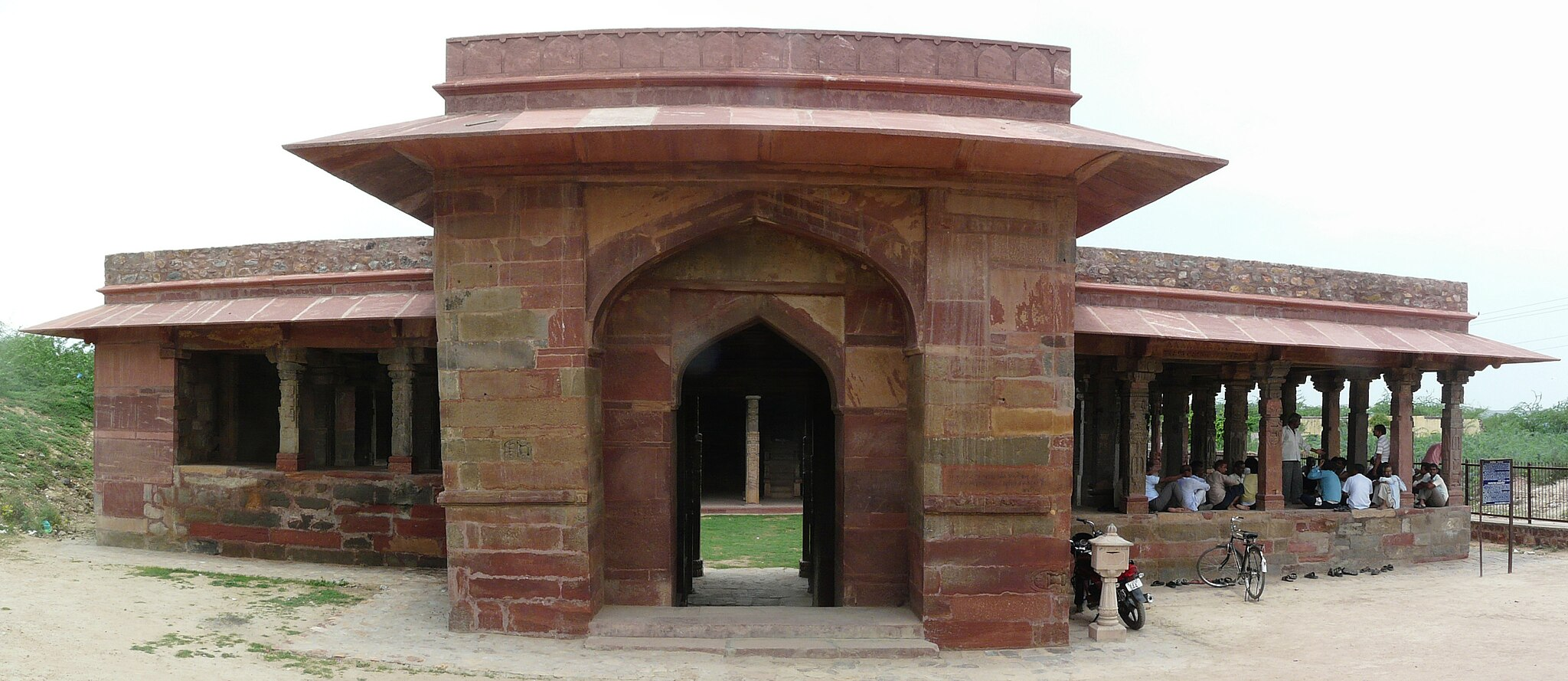
المدخل الرئيس

المدخل الرئيس يبرز إلى الخارج ويشكل بهو المدخل. ويتبع المدخل أفق الواجهة الشرقية مما لا يجعله مدخلًا إيوانيًّا. أُضيف الجزء العلوي من بهو المدخل بالإضافة إلى السقف لاحقًا إلى المسجد وصُمم لتشكيل قوسين ضحليين رباعيي المركز (يرجع بعض المؤرخين تاريخهما إلى أواخر القرن السادس عشر أو السابع عشر)، وهو ما يعتبر أحد الخصائص المعمارية لسلطنة مغول الهند.

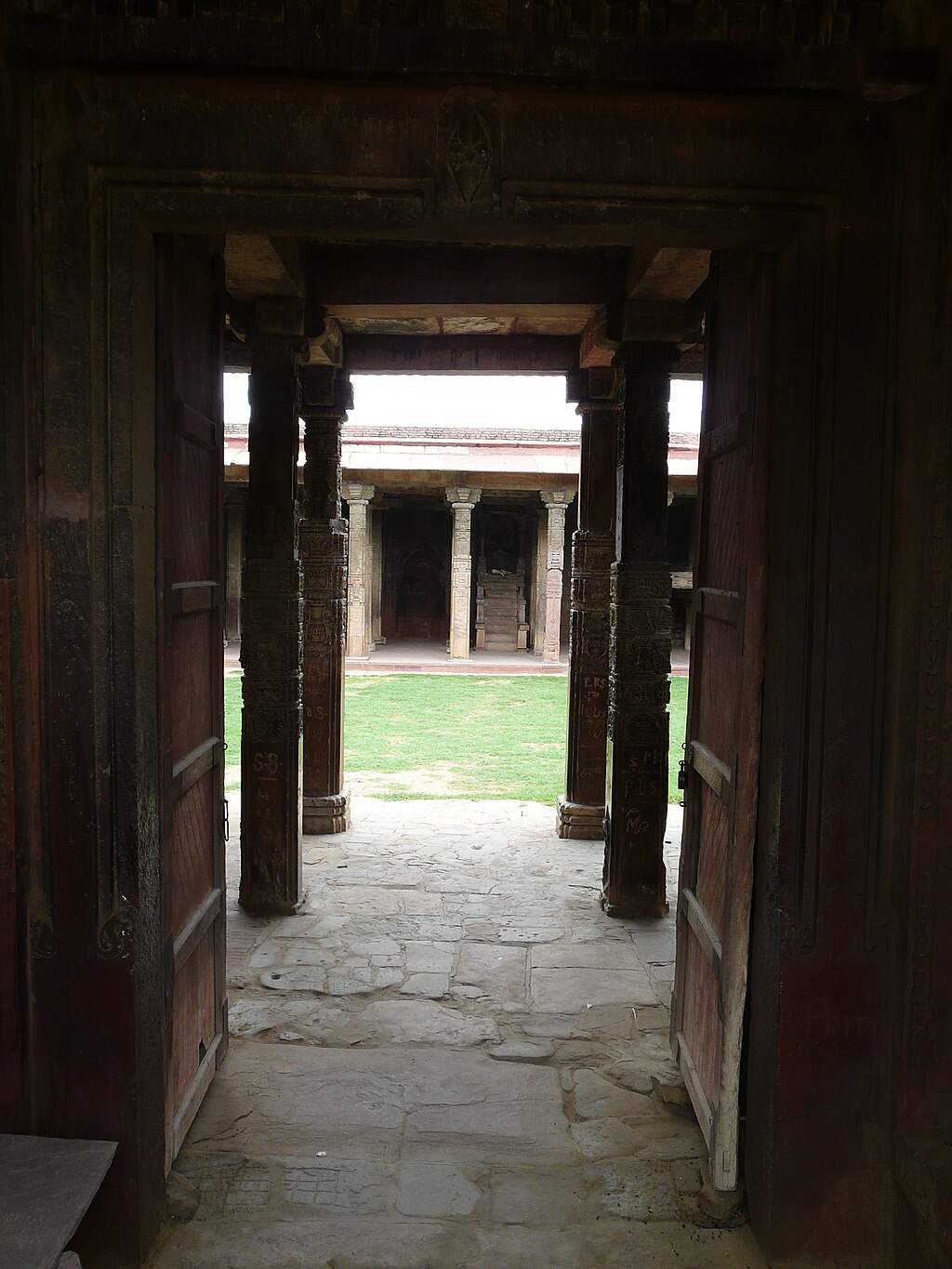
مدخل

يقع المدخل المباشر للمسجد مقابل بهو المدخل، حيث تزين الأعمال الحجرية المنطقة المحيطة بالمدخل. أما الأعمال الحجرية الزخرفية فهي عبارة عن نقوش تذكر اسم بهاء الدين. تشير إلى مدخل المسجد لوحتان متجانستان أعيد استخدامهما ومنحوتتان لتشكيل أضرحة مصغرة.

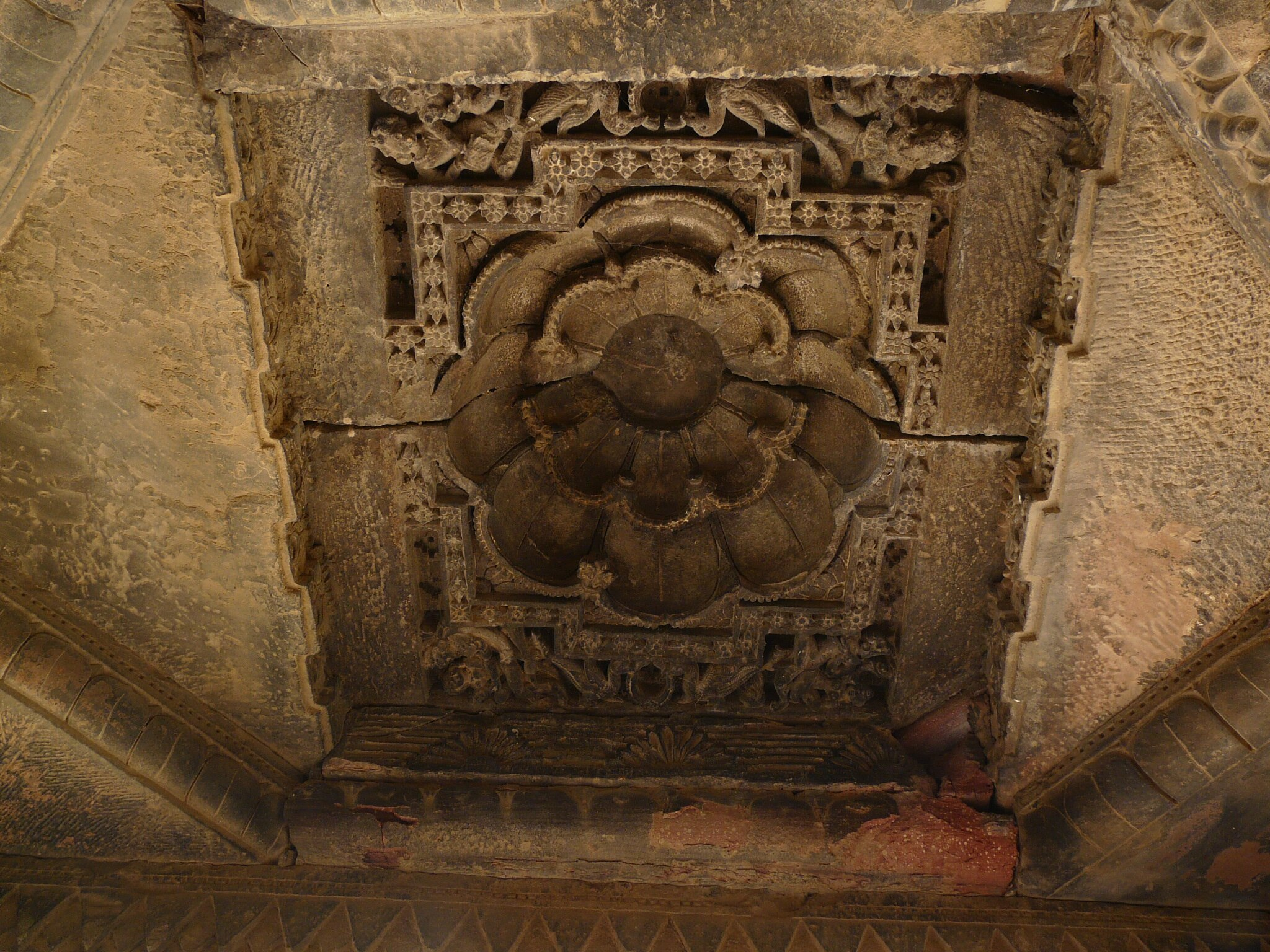
تفاصيل السقف

تتميز الجدران الجنوبية للمسجد بثلاثة محاريب مستطيلة الشكل على الجانب الداخلي، إلا أن الجانبين الشرقي والشمالي يتميزان بتصميمات غير عادية حيث يقعان على مستوى أعلى مقارنة بالجانب الجنوبي بسبب المنصة المرتفعة التي يشتركان فيها. تزين أحجار الكورنيش الأجزاء العلوية من الجدران بألواح مغطاة بالحجارة تغطي الحاجز وتتميز بأسوار منحوتة.

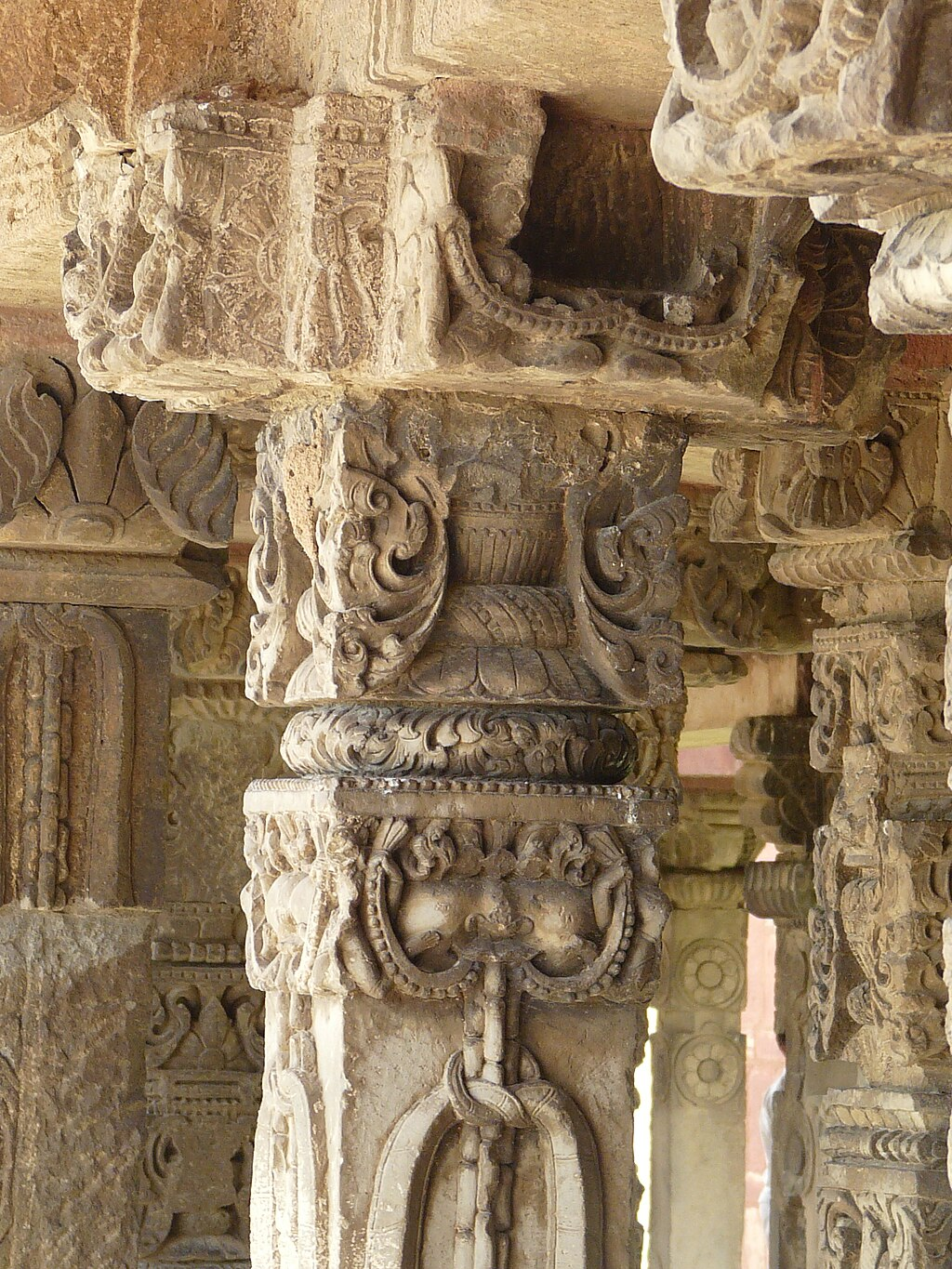
تفاصيل العمود

أُعيد استخدام الأعمدة الموجودة في المسجد من المعابد الهندوسية السابقة. وعليه، فإنها تتميز بشخصيات بشرية مشوهة وزخارف مرتبطة بالثقافة الهندوسية. اُستخدمَت الأعمدة المعاد استخدامها لدعم المسجد بعد تشويه الشخصيات البشرية احترامًا للتقاليد الإسلامية وتناسبًا مع السياق. بالإضافة إلى الأشكال المشوهة، تتميز قواعد الأعمدة بأشكال حيوانية مثل الأفيال. وُضعَت الأعمدة المعاد استخدامها بشكل مختلف في مسجد كمان؛ في البداية، كانت الأشكال الموجودة في أحد طرفي الأعمدة باتجاه تيجان الأعمدة، ومع ذلك، قُلبَت الأعمدة في مسجد كمان، ووُضعَت الأشكال عند قاعدة الأعمدة.

### المحراب
المحراب الرئيس

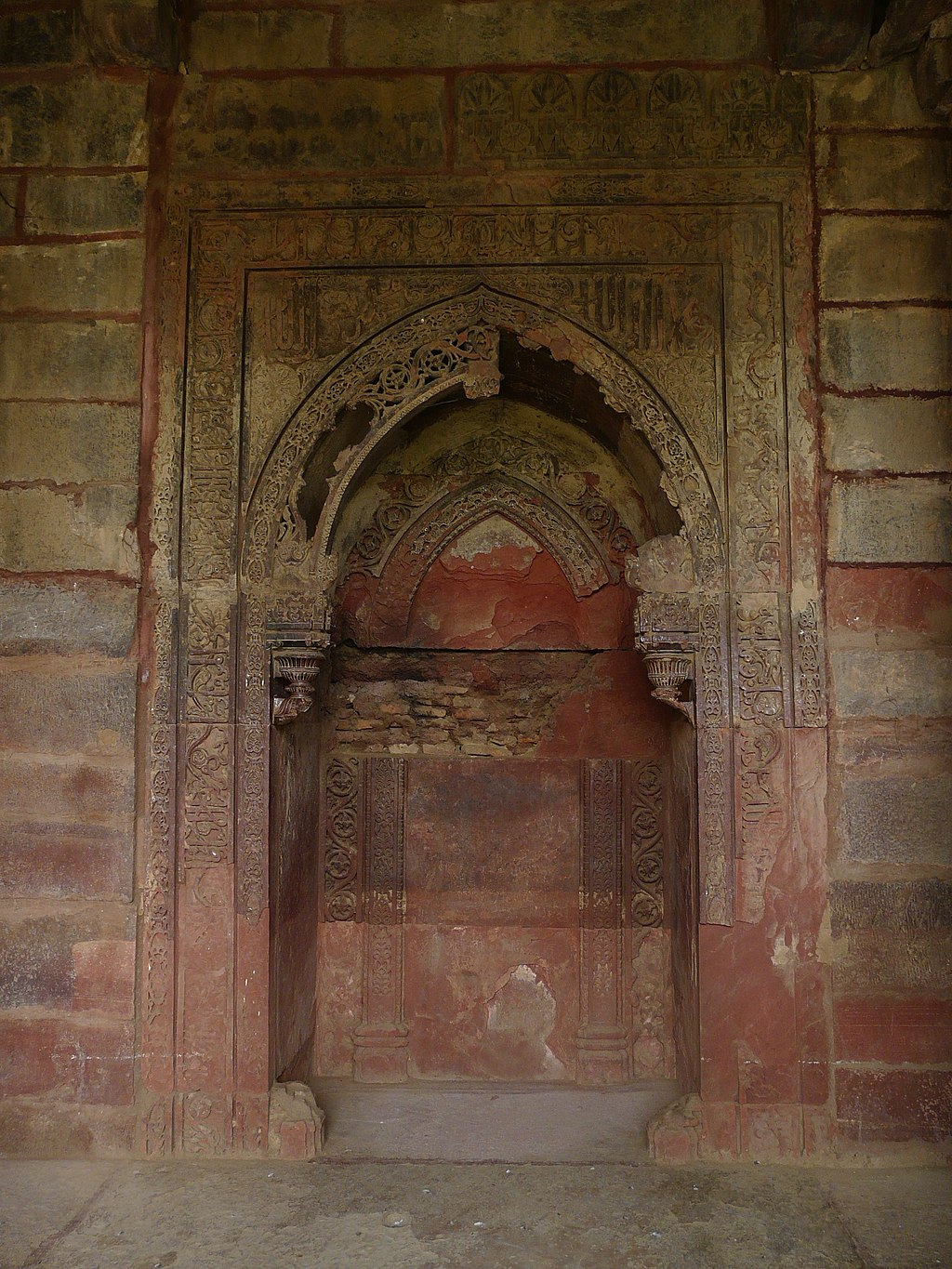
المحراب

يقع المحراب الرئيس في وسط جدار القبلة. يحيط بالمحراب شريط كتابي يضم الآيات الأولى من سورة الفتح، ويحيط بقوس ثنائي المركز في منتصف المحراب. وبما أن المسجد بُني في بداية الفتح، فإن سورة الفتح كانت تشير إلى الفتح. كانت التيجان ذات شكل المزهرية والتي كانت ترتكز على أعمدة تدعم القوس ذي المركزين، والذي نُحت بحافة ذات تصميم لولبي مثقب (لم تعد الأعمدة موجودة). نُقشَت الشهادة على الزوايا الموجودة في الجانب العلوي للقوس ذي المركزين. وقد نُحتَت أحجار المحراب لتشبه قوسًا به أعمدة وحافة بها ثقوب. كانت نقوش المحراب أصلية ومصممة خصيصًا له، مما يجعل المحراب هو النقطة المحورية في قاعة الصلاة.
محراب الميزانين
ويوجد محراب مساعد صغير في المستوى العلوي. وكان اتِّباعُ عَادَةِ وضع محراب واحد في جدار القبلة أمرًا شائعًا في غرب خراسان وإيران، كما تشهد بذلك بقايا المساجد السابقة في آسيا الوسطى. خلال هذه الفترة، كانت المساجد ذات المحراب الوحيد في شمال الهند مرتبطة بشكل واضح بالتصميم الفارسي.

## معرض الصور

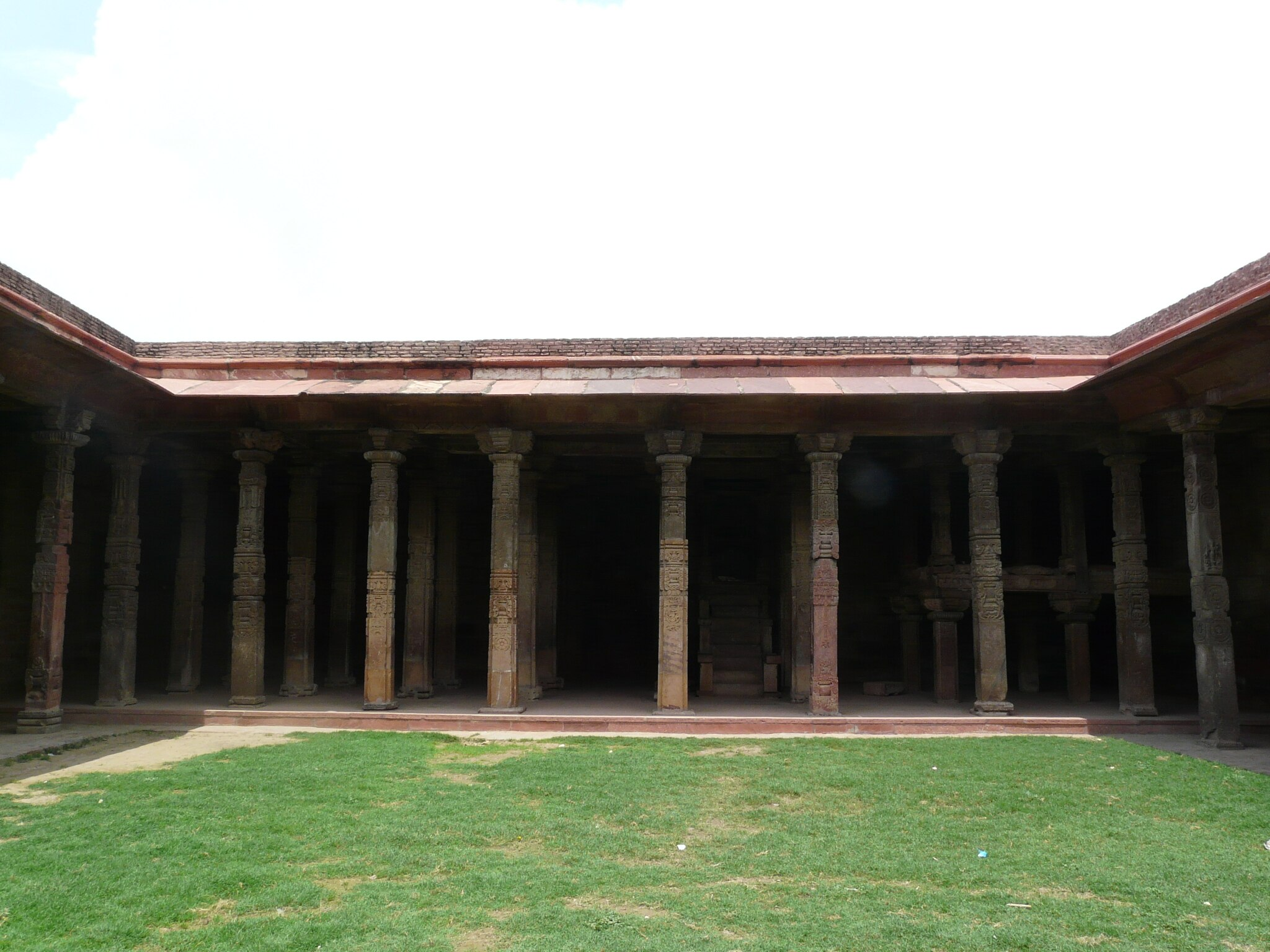
فناء
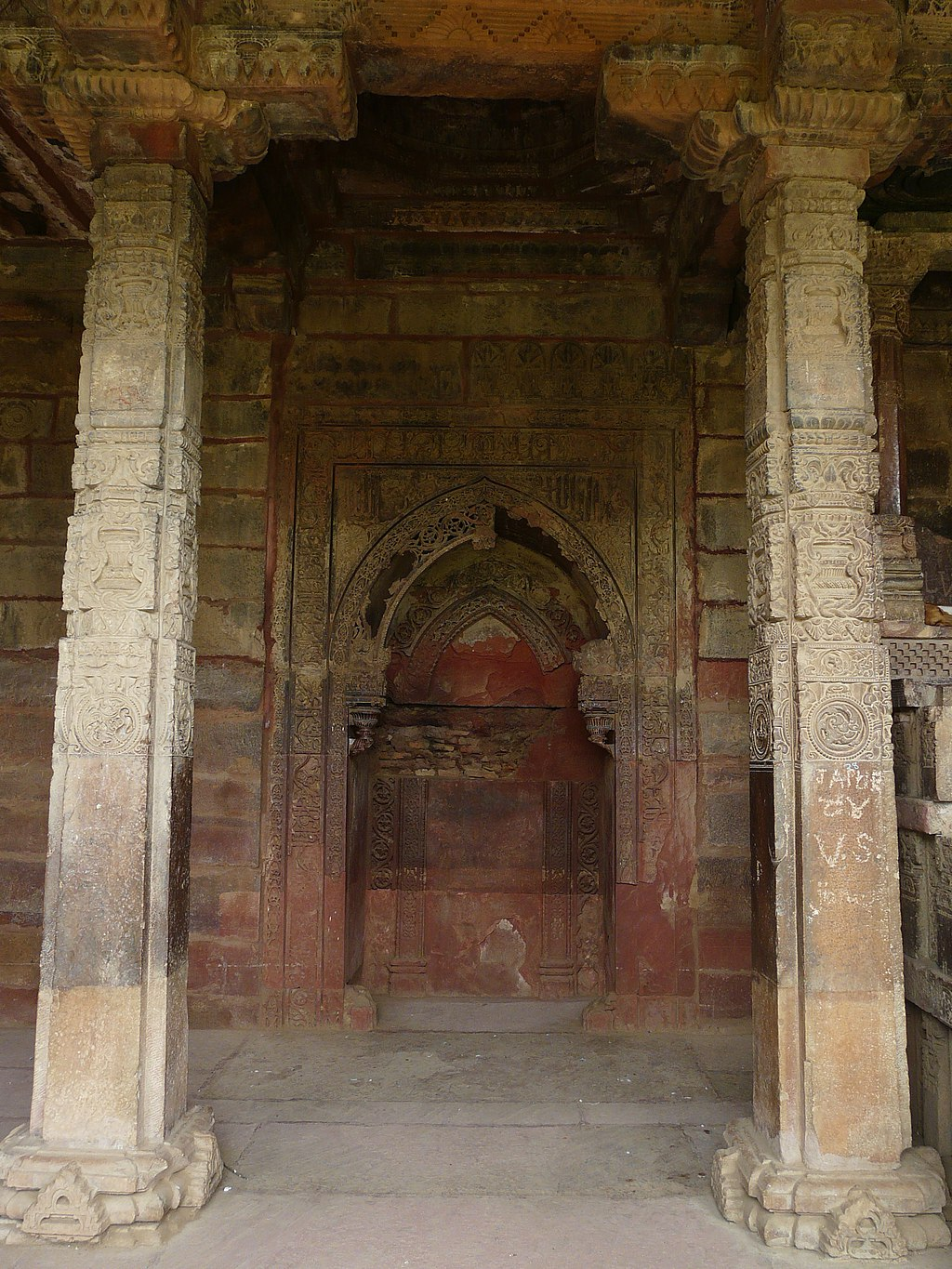
محراب المحراب
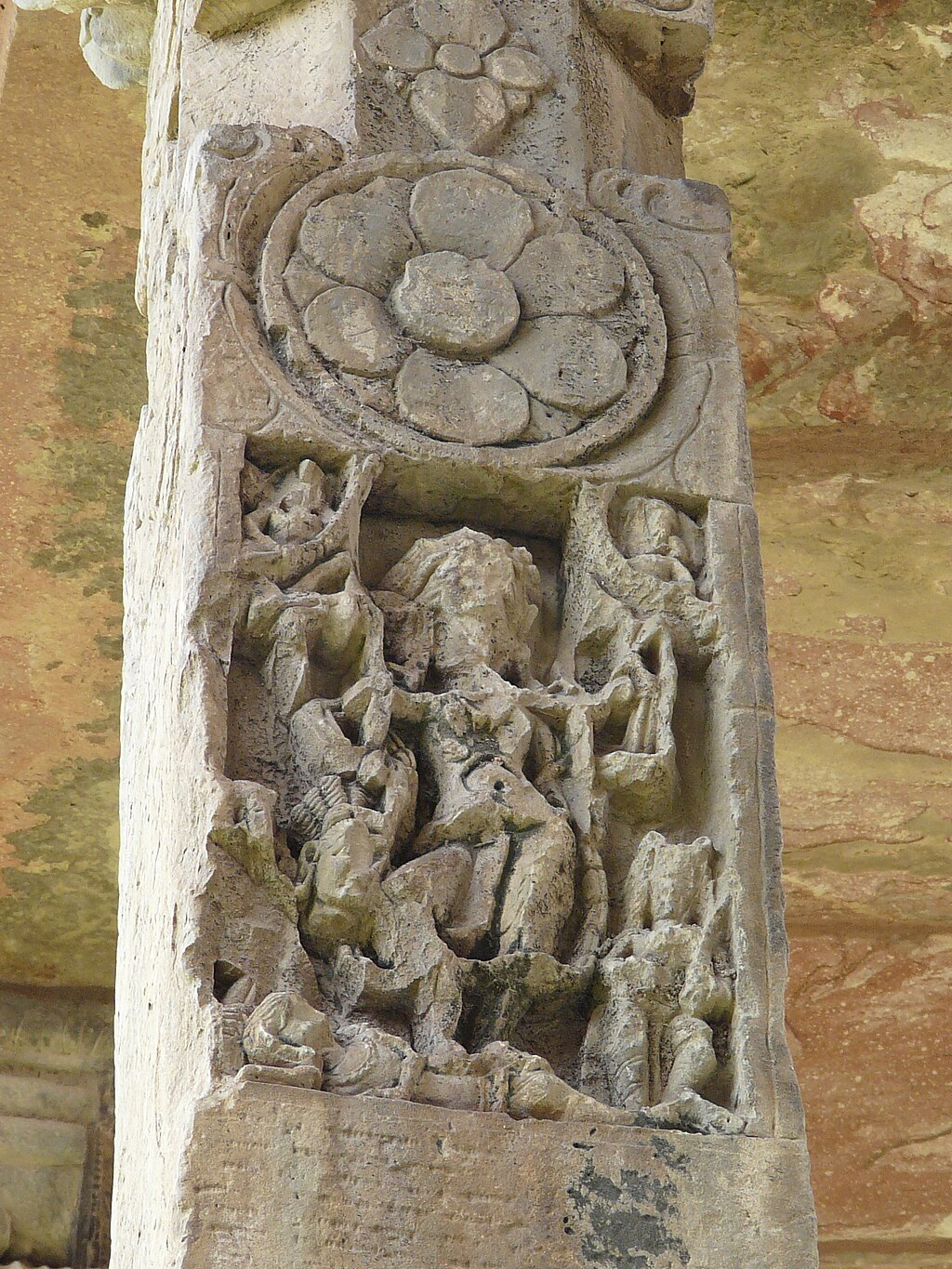
تفاصيل العمود
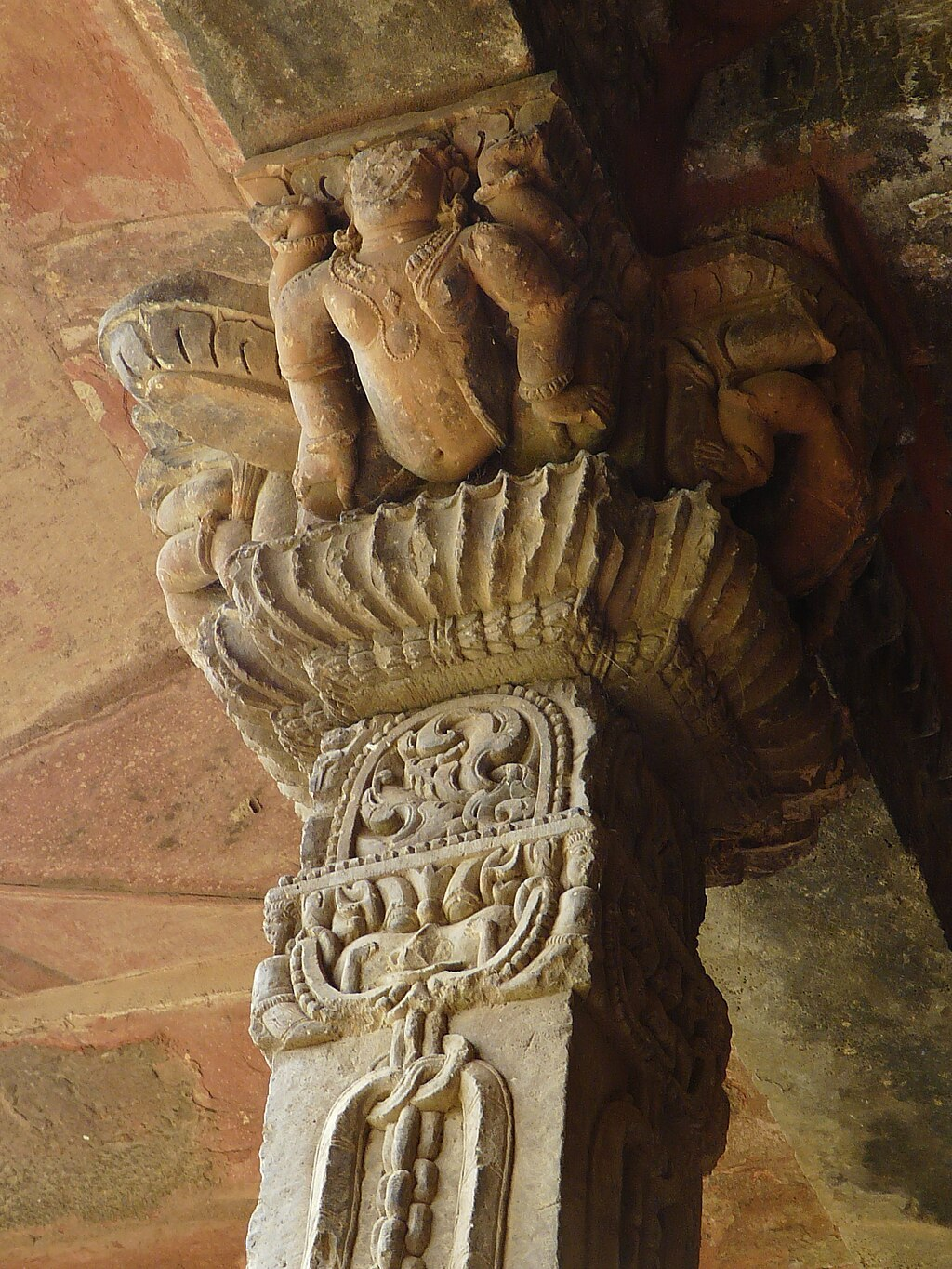
تفاصيل رأس العمود
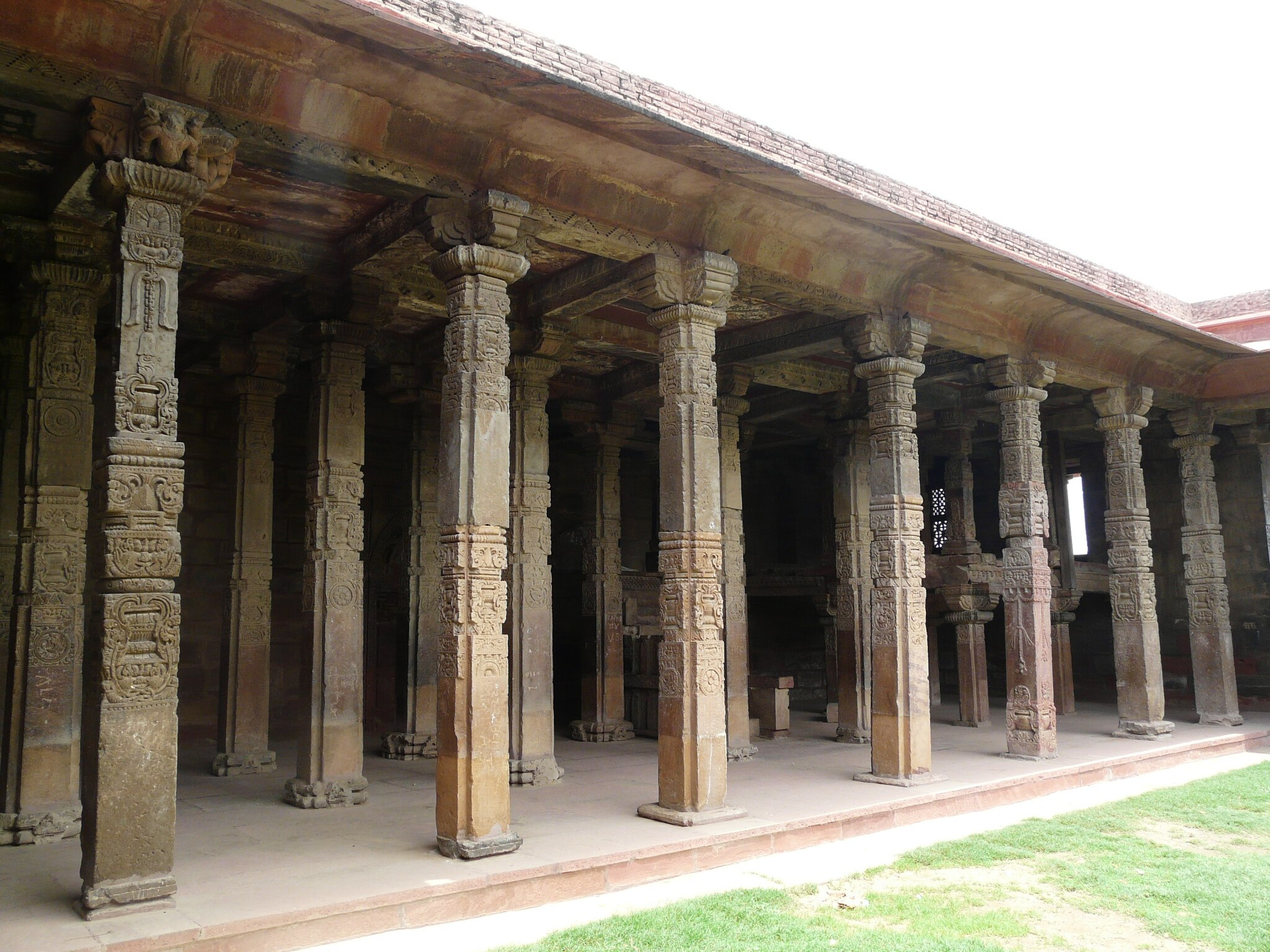
الرواق
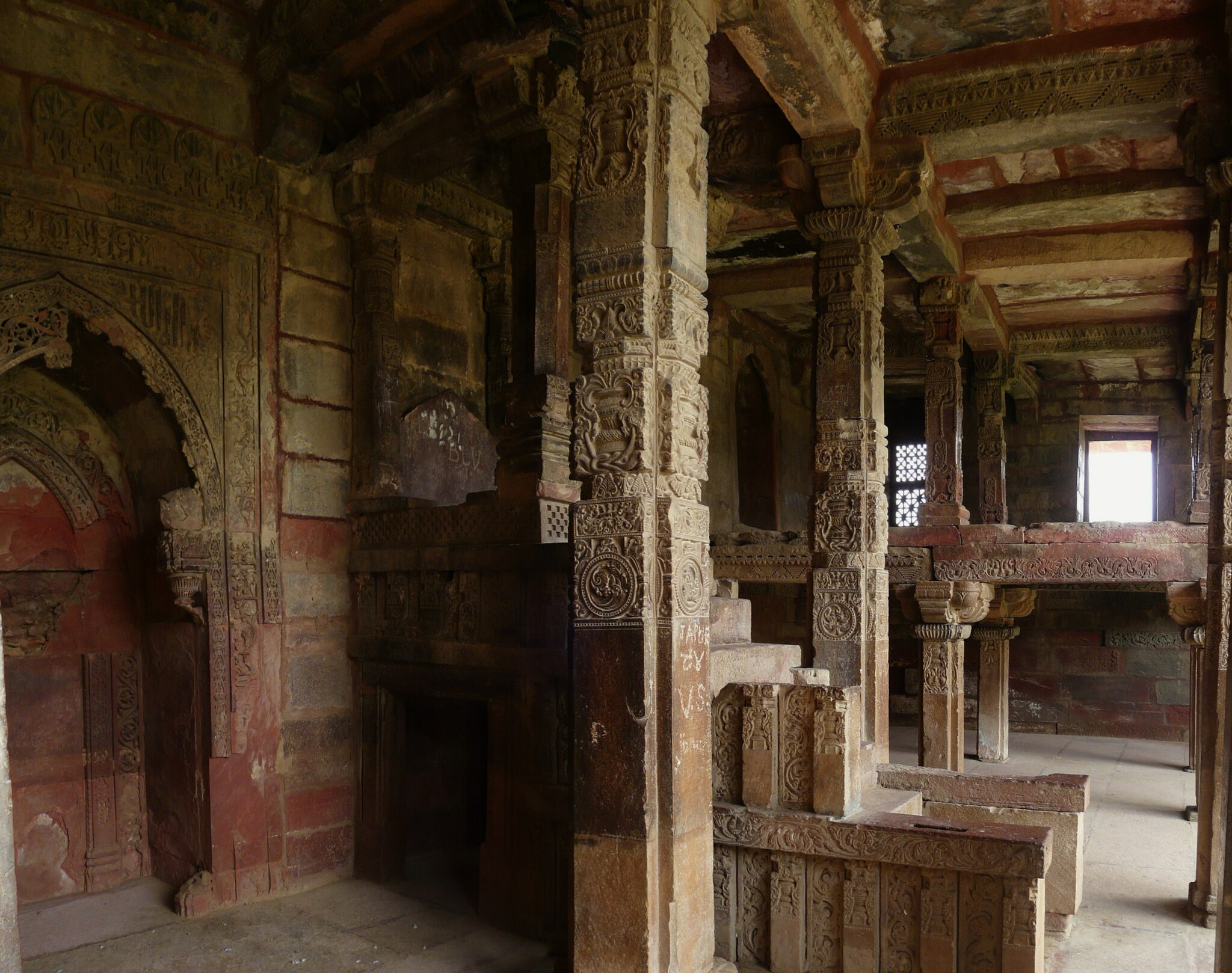
المنبر والمنصة المرتفعة
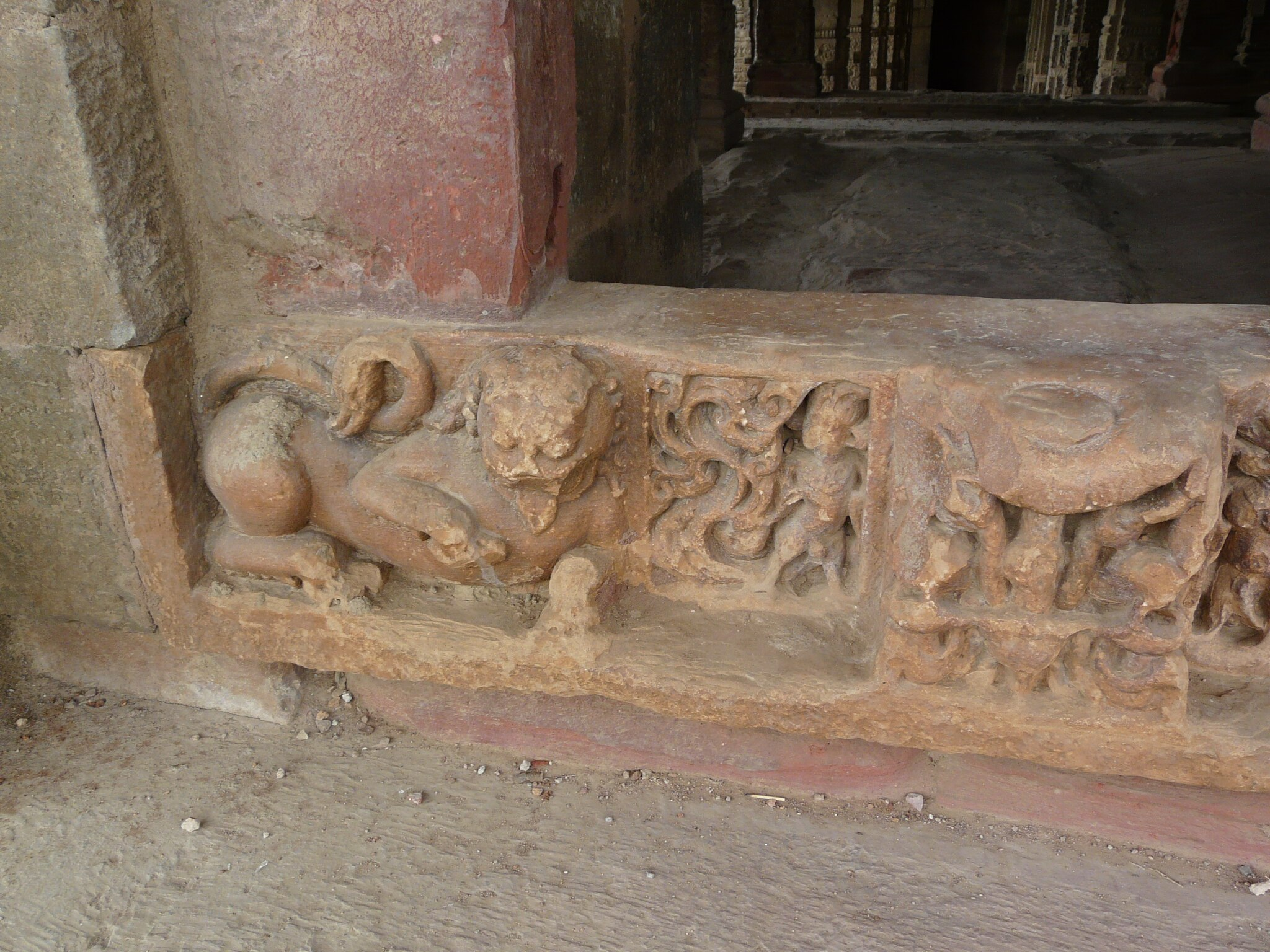
تفاصيل العتبة
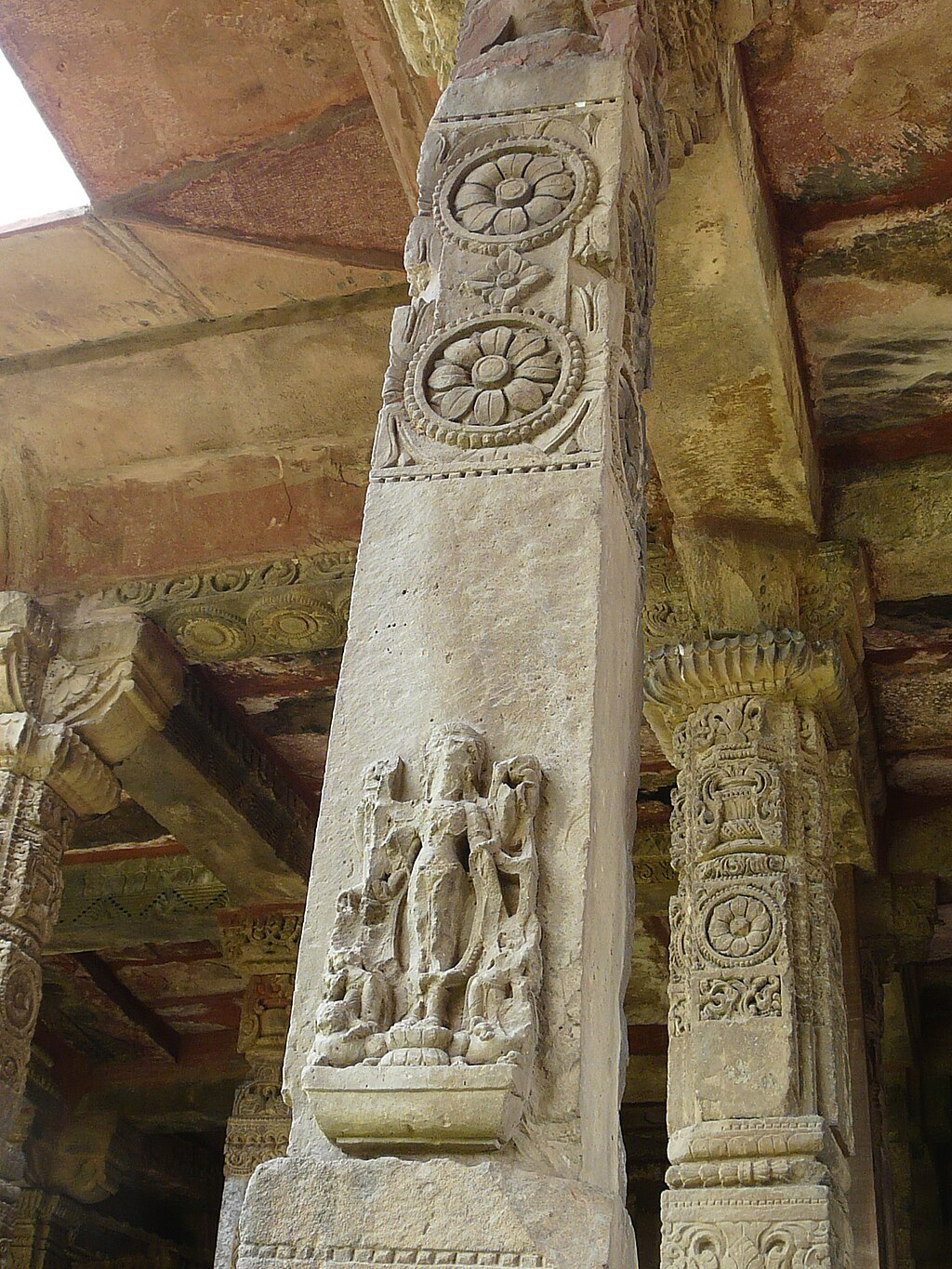
تفاصيل العمود
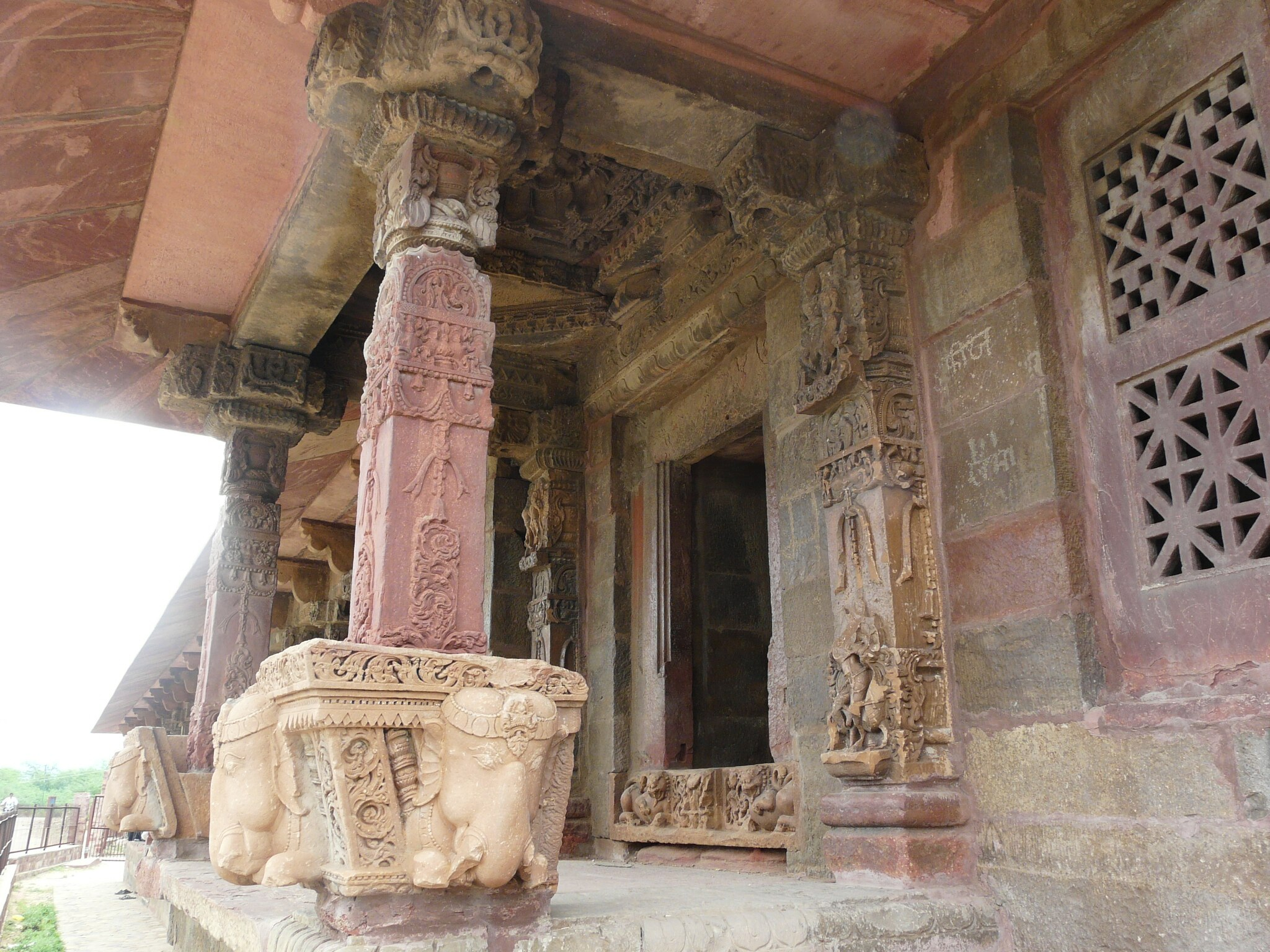
مدخل المنصة المرتفعة
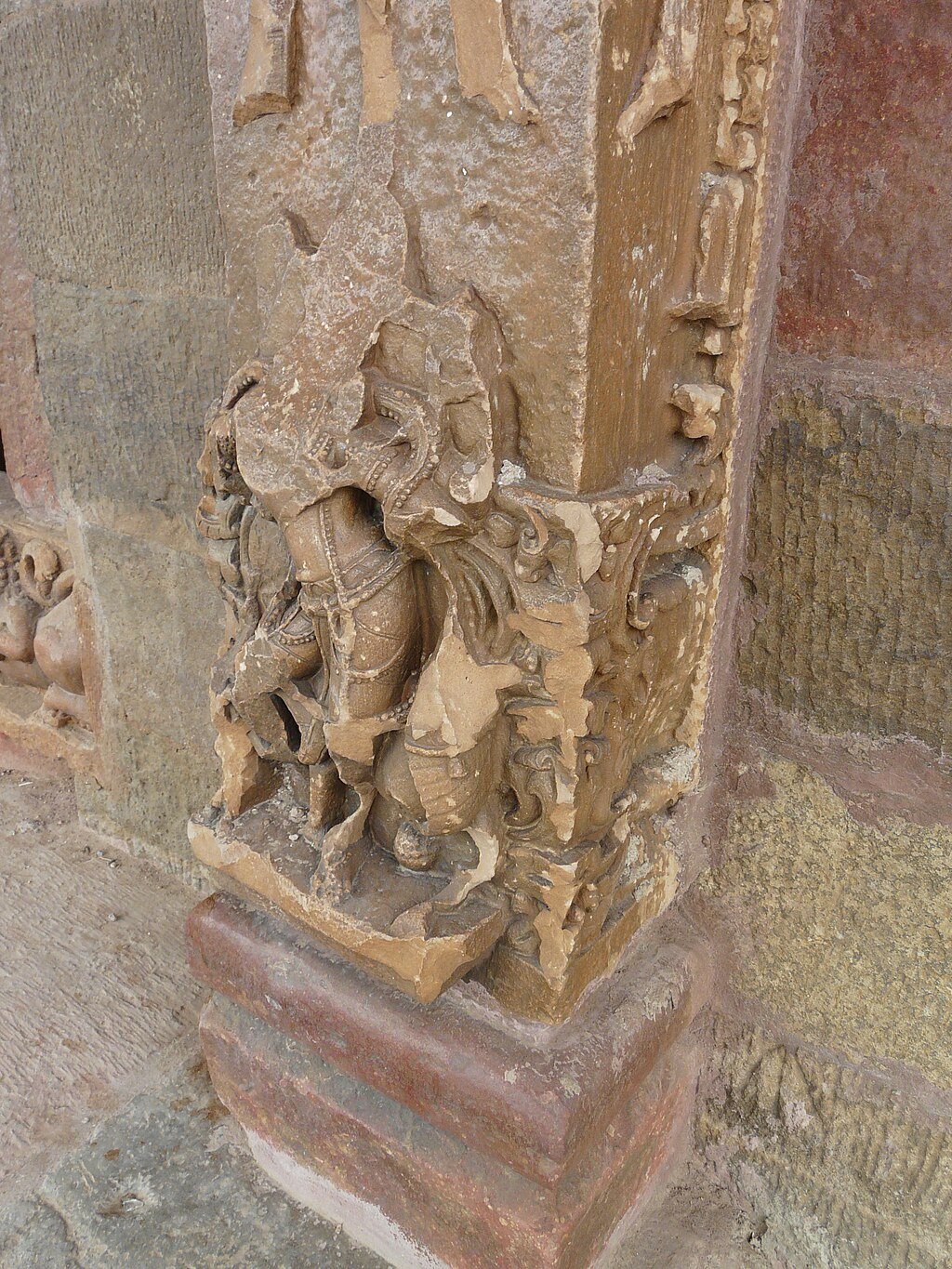
تفاصيل العمود
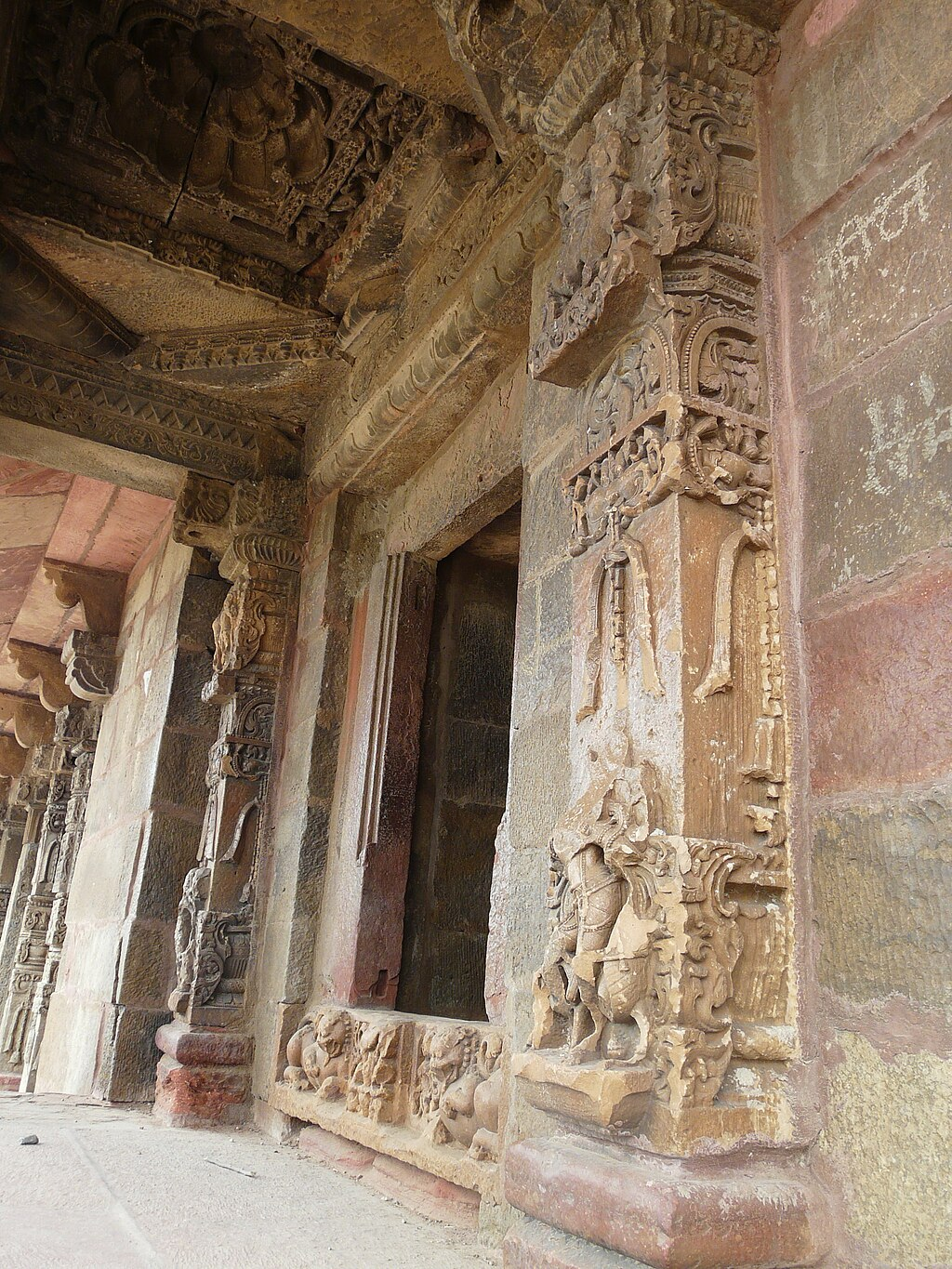
المدخل إلى المنصة المرتفعة
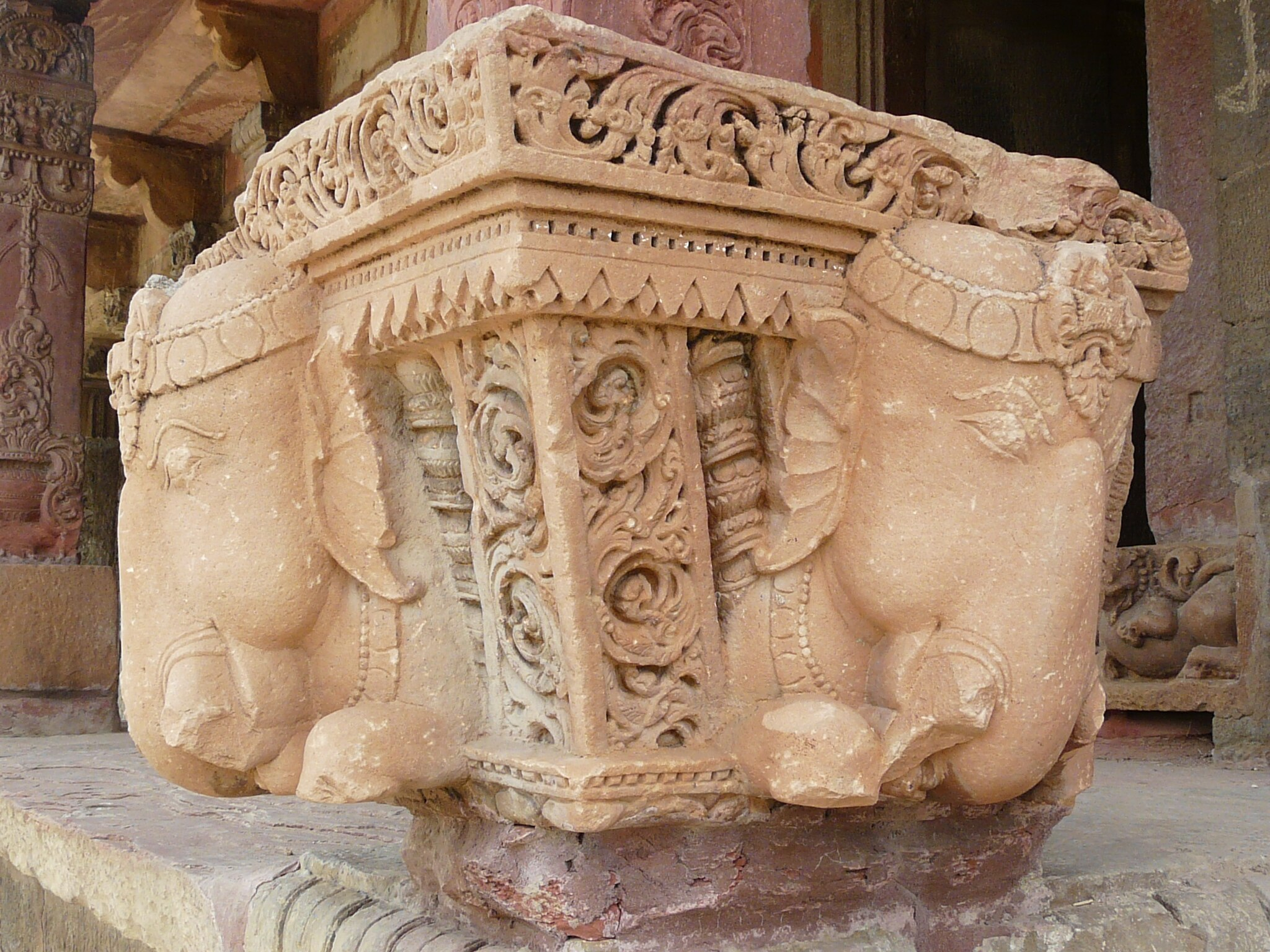
تفاصيل قاعدة العمود

## طالع أيضًا
- الإسلام في الهند
- قائمة المساجد في الهند